# MJ-12
MJ-12（全称：Majestic 12），是在不明飛行物陰謀論中，一个由科学家、军事领袖、政府官员组成的秘密组织的代码，由美國總統杜鲁门在1947年签署的行政命令下组建而成。该组织成立的目的是为调查1947年7月的罗斯威尔事件。
该组织的存在从1978年的加拿大解密文件开始浮出水面。另一个称作“MJ-12”的秘密组织被发现于1980年代，但随后被证实为一场骗局。1984年在美国的档案馆发现一系列类似真正解密的文件，但联邦调查局声称这些文件“纯属伪造”。
UFO阴谋论有时会使用MJ-12当作其例证。